# Lužná u Vsetína
Lužná ist eine Gemeinde im Okres Vsetín, Zlínský kraj in Tschechien. Sie liegt rechtsseitig der Senice im Tal eines kleinen Baches in den Javorníky.

## Geschichte
Lužná wurde erstmals im Jahr 1511 urkundlich erwähnt.

## Sehenswürdigkeiten
- Weinkeller
- Glockenturm

## Söhne und Töchter der Gemeinde
- Ludvík Liška (1929–2021), Leichtathlet